# Natalma
Natalma (1957-1985) est un cheval de course pur-sang anglais né aux États-Unis, fille de Native Dancer et Almahmoud. Appartenant au grand éleveur canadien E.P. Taylor, elle est l'une des plus importantes poulinières de l'histoire de l'élevage mondial.

## Carrière de courses
Acquise yearling par E.P. Taylor aux ventes de Saratoga pour 35 000 dollars, un prix conséquent à l'époque, justifié par le pedigree exceptionnel de la pouliche, Natalma est confiée à l'entraîneur argentin Horatio Luro, le futur mentor de Northern Dancer. Elle s'affirme à 2 ans comme l'une des meilleures pouliches de sa génération, et franchit en tête la ligne d'arrivée des Spinaway Stakes, avant d'être rétrogradé à la troisième place pour avoir gêné ses adversaires. L'année suivante, alors qu'elle s'entraîne en vue d'une participation aux Kentucky Oaks, on découvre qu'elle a des éclats d'os dans le genou droit. Sa carrière est terminée, et pourtant Natalma va passer à la postérité. 

## Au haras
Installée dans le haras de son propriétaire à Oshawa au Canada, Natalma est présentée en toute fin de la saison de monte au grand étalon maison, Nearctic, dont la victoire dans le Michigan Mile avait permis à E.P. Taylor de s'offrir Natalma aux ventes de Saratoga quelques jours plus tard. Nous sommes le 28 juin 1960, et Natalma est la dernière jument saillie par Nearctic cette année-là. Onze mois plus tard nait de cette union un poulain assez petit. Il est nommé Northern Dancer et remporte le Kentucky Derby et les Preakness Stakes trois ans plus tard, avant de bouleverser l'élevage mondial du pur-sang : c'est l'étalon du siècle, dont le sang coule dans les veines de la majorité des chevaux de haut niveau. Membre du Hall of Fame des courses américaines et du Panthéon des Sports Canadiens, il est le père d'une multitude de champions dont beaucoup sont devenus à leur tour de grands reproducteurs, Nijinsky, Sadler's Wells, Danzig, Nureyev, Fanfreluche, El Gran Señor, Lyphard, Storm Bird, The Minstrel... Mais ce n'est pas tout. Natalma, au fil des années, va donner de bons chevaux de course, mais surtout des poulinières qui vont brillamment tracer au haras, formant des lignées parmi les plus prestigieuses du stud et des étalons fondamentaux.  

### La descendance de Natalma
- 1961 : Northern Dancer (par Neartic)
- 1962 : Native Victor (par Victoria Park)
- 1963 : Arctic Dancer (par Nearctic), mère de :
  - La Prevoyante (par Buckpasser), pouliche de 2 ans de l'année aux États-Unis, cheval de l'année au Canada, membre du Hall of Fame des courses américaines et du Hall of Fame des courses canadiennes.
- 1964 : Regal Dancer (par Grey Monarch)
- 1966 : Northern Native (par Nearctic), étalon au Canada, en Australie et au Japon
- 1968 : Northern Ace (par Nearctic), étalon au Danemark
- 1969 : Native Era (par Victorian Era)
- 1971 : Nostrum (par Dr. Fager), étalon aux États-Unis
- 1972 : Transatlantic (par Nearctic), étalon aux États-Unis et au Japon
- 1974 : Spring Adieu (par Buckpasser), mère de : 
  - Razyana (par His Majesty), jument-base de l'élevage Juddmonte, mère de : 
    - Eagle Eyed (par Danzig) : Arlington Classic, 2e Prix d'Arenberg.
    - Euphonic (par The Minstrel) : 3e Prix d'Astarté.
    - Harpia (par Danzig) : placée de groupe 2
    - Shibboleth (par Danzig) : Criterion Stakes (Gr.3), 4e St. James's Palace Stakes.
    - Danehill (par Danzig) : Golden Jubilee Stakes, Haydock Sprint Cup, 3e 2000 Guinées et surtout l'un des plus influents étalons au monde à partir des années 1990.

- 1976 : Tai (par Buckpasser)
- 1978 : Raise The Standard (par Hoist The Flag), mère de : 
  - Coup de Folie, poulinière fabuleuse, jument-base de l'élevage Niárchos.
- 1979 : Polar Sky (par Snow Knight)
- 1981 : Born A Lady (par Tentam)

L'influence de Natalma s'est vue renforcée par celle de Danehill (par Danzig, un fils de Northern Dancer), dont le pedigree recèle donc un inbreeding très serré (3x3), c'est-à-dire que Natalma est deux fois son arrière-grand-mère. Une consanguinité payante puisque Danehill est devenu un chef de race. Par son intermédiaire en particulier, mais aussi par celui de nombreux autres descendants de Northern Dancer, une multitude de champions se retrouvent donc inbred sur Natalma. Par exemple le crack Frankel, l'un des meilleurs chevaux de l'histoire des courses, est inbred 4x5x5 sur Natalma, ce qui signifie qu'elle apparaît trois fois dans son pedigree, une fois à la quatrième génération et deux fois à la cinquième, ou le champion Rock of Gibraltar, qui possède un inbreeding plus serré, 4x4x4.
Natalma fut euthanasiée le 29 janvier 1985 dans la succursale américaine de Windfields Farm dans le Maryland, après une crise de coliques. Elle est inhumée dans le cimetière équin du haras. Pour son exceptionnelle contribution à l'élevage mondial, elle est introduite au Hall of Fame des courses canadiennes en 2007. Une course de groupe 1 réservée aux pouliches de 2 ans, disputée à Woodbine, porte son nom : les Natalma Stakes.

## Origines
Natalma est une fille de Native Dancer, crack sur les pistes (deux fois cheval de l'année aux États-Unis) et grand étalon. Elle a décuplé son influence, qui s'exprime aussi par son fils Raise a Native, le père du grand Mr. Prospector, qui s'est imposé comme l'une sinon la principale alternative au sang de Northern Dancer, avec lequel il partage pourtant au moins un quart de ses origines, ayant le même grand-père que lui. Ce grand-père en question, Native Dancer, est donc omniprésent via dans la plupart des pedigree des chevaux de haut niveau, ce qui n'a pas manqué de susciter des polémiques sur la consanguinité, notamment au moment de la tragique disparition de la célèbre pouliche Ruffian. 
Décidément issu d'un croisement exceptionnel, Natalma est aussi la fille d'une matrone hors du commun, Almahmoud, dont l'influence incommensurable s'exprime elle aussi par deux de ses rejetons, Natalma et Cosmah, mère de Halo, un autre reproducteur de premier plan, père entre autres de Sunday Silence, champion et incontournable chef de race de l'élevage japonais, et de Coup de Folie, qui se trouve donc être inbred 3x3 sur Almahmoud.   

### Pedigree
| Origines de Natalma (USA), femelle bai, 1957 | Origines de Natalma (USA), femelle bai, 1957 | Origines de Natalma (USA), femelle bai, 1957 | Origines de Natalma (USA), femelle bai, 1957 |
| -------------------------------------------- | -------------------------------------------- | -------------------------------------------- | -------------------------------------------- |
| Père Native Dancer 1950                      | Polynesian 1942                              | Unbreakable                                  | Sickle                                       |
| Père Native Dancer 1950                      | Polynesian 1942                              | Unbreakable                                  | Blue Glass                                   |
| Père Native Dancer 1950                      | Polynesian 1942                              | Black Polly                                  | Polymelian                                   |
| Père Native Dancer 1950                      | Polynesian 1942                              | Black Polly                                  | Black Queen                                  |
| Père Native Dancer 1950                      | Geisha 1943                                  | Discovery                                    | Display                                      |
| Père Native Dancer 1950                      | Geisha 1943                                  | Discovery                                    | Ariadne                                      |
| Père Native Dancer 1950                      | Geisha 1943                                  | Miyako                                       | John P. Grier                                |
| Père Native Dancer 1950                      | Geisha 1943                                  | Miyako                                       | La Chica                                     |
| Mère Almahmoud 1947                          | Mahmoud 1933                                 | Blenheim                                     | Blandford                                    |
| Mère Almahmoud 1947                          | Mahmoud 1933                                 | Blenheim                                     | Malva                                        |
| Mère Almahmoud 1947                          | Mahmoud 1933                                 | Mah Mahal                                    | Gainsborough                                 |
| Mère Almahmoud 1947                          | Mahmoud 1933                                 | Mah Mahal                                    | Mumtaz Mahal                                 |
| Mère Almahmoud 1947                          | Arbitrator 1937                              | Peace Chance                                 | Chance Shot                                  |
| Mère Almahmoud 1947                          | Arbitrator 1937                              | Peace Chance                                 | Peace                                        |
| Mère Almahmoud 1947                          | Arbitrator 1937                              | Mother Goose                                 | Chicle                                       |
| Mère Almahmoud 1947                          | Arbitrator 1937                              | Mother Goose                                 | Flying Witch (Famille 2-d)                   |